# Eupithecia bivittata
Eupithecia bivittata är en fjärilsart som beskrevs av George Duryea Hulst 1896. Eupithecia bivittata ingår i släktet Eupithecia och familjen mätare. Inga underarter finns listade i Catalogue of Life.